# 太原工业大学材料工程学院
37°49′25″N 112°31′40″E / 37.823633°N 112.527874°E
太原工业大学材料工程学院曾是太原工业大学的一所相对独立办学的高等教育分校，隶属于山西省教育厅。1997年参与合并太原理工大学。

## 历史沿革

### 太原工业大学煤炭化工分校
- 学校原名太原工业大学煤炭化工分校，成立于1984年。

在1981年山西煤炭化学工业大学并入太原工学院后，1983年山西省又开始酝酿重新筹建一所煤炭综合利用的工科院校。
- 1984年7月16日，山西省人民政府同意成立太原工业大学煤炭化工分校，隶属省教育厅领导。[2]地点即现在太原理工大学长风校区所在地。
- 1984年11月3日，山西省计化经济委员会下达了“关于煤炭化工分校计划任务书的批复”，确定学校总建筑面积为八万平方米，建设规模为在校生两千人。
- 1987年8月8日，山西省教委、省计委对煤化工分校的若干问题做出决定。在校生规模由原来批准的2000人，变更为600人。
- 1988年7月6日，省教委、省计委通知煤化工分校首次招生。招生专业为“煤化工”，招生数70名，学制4年，并要求招生后，在招生计划、教学计划、学籍管理和毕业分配等方面，由分校单独进行管理。
- 1988年10月3日，煤化工88级69名同学新生入学（1名因故未报到）。5日“首届新生开学典礼大会”在教工餐厅举行。

- 1989年7月11日，山西省人民政府同意将太原工业大学煤化工分校改建为太原工业大学的一个学院，由学校直接领导，学院名称暂延用省政府审批的"太原工业大学煤化工分校"。
- 由于经费紧张，原计划动工的建筑无法开工，学校不具备供继续招生使用食堂、教室、宿舍、实验室等建筑，1989年暂停招生，原有88级69名学生迁入太原工业大学转化工机械和精细化工专业就读。

- 1990年分校重启。1990年秋，分校“有色金属冶金”、“无机非金属材料与工程”两个专业开始招收本科生120名；1991年秋，学校增设了高分子材料加工机械和钢铁冶金两个专业，招收了208名学生。

### 太原工业大学材料工程学院
- 1991年10月19日，省政府批准太原工业大学煤化工分校更名为太原工业大学材料工程学院。学校更名后管理体制不变，暂设有色金属冶金、钢铁冶金、无机非金属材料与工程和高分子材料加工机械专业，各专业皆可设本科、专科两个层次。
- 1997年，山西省人民政府、煤炭部联合发文组建太原理工大学，作为省属二级院校的太原工业大学材料工程学院也和太原工业大学、山西矿业学院一样过渡运行到年底后进行实质性归并。

## 组织机构

### 历任主要领导
| 姓名   | 在任时间       | 称谓                     | 称谓       |
| ------ | -------------- | ------------------------ | ---------- |
| 贾炳煜 | 1988.4-1990    | 太原工业大学煤化工分校   | 党支部书记 |
| 萧墉壮 | 1989.5-1992    | 太原工业大学煤化工分校   | 校长       |
| 萧墉壮 | 1989.5-1992    | 太原工业大学材料工程学院 | 院长       |
| 刘双林 | 1990.1-1992    | 太原工业大学煤化工分校   | 党委书记   |
| 刘双林 | 1990.1-1992    | 太原工业大学材料工程学院 | 党委书记   |
| 李庆生 | 1992.12-1998.7 | 太原工业大学材料工程学院 | 院长       |
| 朱先奇 | 1992.12-1998.5 | 太原工业大学材料工程学院 | 党委书记   |